# Jože Privšek
Jože Privšek (v tujini je ustvarjal tudi pod psevdonimoma Jeff Conway, Simon Gale), slovenski jazzovski pianist, skladatelj in dirigent, * 19. marec 1937, Ljubljana, † 11. junij 1998, Ljubljana.
Izobraževal se je na Srednji glasbeni šoli v Ljubljani, tri leta privatnega študija glasbene kompozicije pa je obiskoval v Ljubljani pri Lucijanu Mariji Škerjancu. Izpopolnjeval se je na ustanovi Berklee College of Music v Bostonu (ZDA) pri slovitem profesorju Herbu Pomeroyu, ki je bil sicer mentor slavnih mojstrov, kot so Quincy Jones, Arif Mardin in Mike Gibbs.
Profesionalno glasbeno pot je začel kot vibrafonist in pianist, odlikoval pa se je s pridnostjo in natančnostjo (krasil ga je tudi absolutni posluh), najbolj pa je postal prepoznaven kot vodja nacionalnega jazzovskega orkestra, Big Band-a RTV Slovenija, ki ga je popeljal na najvišjo kakovostno raven. 
Privšek je med svojim več kot tridesetletnim (1961–95) dirigentskim stažem v Big Bandu ustvaril veliko popevk - uspešnic (Vozi me vlak v daljave, Ne prižigaj luči v temi, Kako sva si različna, Mini maxi, Solza, ki je ne prodam, Silvestrski poljub, Mati bodiva prijatelja, Samo nasmeh je bolj grenak, Nad mestom se dani, Ljubezen v f-molu, Zato sem noro te ljubila). Med njegove najboljše jazzovske skladbe spadajo: Porednež, Ognjemet, Zeleni pekel, Privid, We Need Time, Rožnik, Križanke, That’s For Ending itd.
Za svoje delo je prejel številne nagrade in priznanja, med drugim Zlato areno za glasbo (1971), nagrado Prešernovega sklada (1981) in Kozinovo nagrado, najvišje strokovno priznanje Društva slovenskih skladateljev (1998). 

## Dela
Med njegova najpomembnejša dela sodijo:
- Koncert za klavir in simfonični orkester
- Balet v barvah za revijski orkester
- Majska suita za pihalni orkester
- To Be Or Not To Bop za big band
- Pot v praznino za jazzovski kvartet
- Vozi me vlak v daljave, popevka (1958)
- Ne prižigaj luči v temi/Ne pali svetla u sumrak, popevka (1962)
- Tam, kjer sem doma, popevka (1968)
- Silvestrski poljub, popevka (1970)
- Mati bodiva prijatelja, popevka (1972)
- Nad mestom se dani, popevka (1985)

## Izbrana diskografija

### Kvartet Jožeta Privška/Ansambel Jožeta Privška
- Jazz kvartet Jože Privšek (1961)
- Zaplešimo s Kvintetom Jožeta Privška (1967)
- Koloy's (1968)
- Tema glasbe iz filma "To je iskra" (1971)

### Plesni orkester RTV Ljubljana
- V soju žarometov (1970)
- In the Mood (1974)
- Križanke (1976)
- Glenn Miller (1979)
- Swing, swing, swing (1983)
- Joan Faulkner & Big Band RTV Ljubljana – Joan Faulkner (1984)
- A Tribute to Count Basie (1989)

#### Jeff Conway and His Orchestra/Jeff Conway and His Ballroom Big Band
- Happy Days are Here Again - Dufte Evergreens zum Hören und Tanzen (1974)
- Swinging Evergreens (1975)
- Von Acht bis um Acht (1976)
- Dufte Evergreens zum Hören und Tanzen (1976)
- Für Sie, Chérie (1977)
- Disco Colossal (1979)
- The Latin Dance Party (1980)
- No. 1 - Deutsche Evergreens (1981)
- No. 2 - Internationale Standarderfolge (1981)
- No. 3 - Amerikanische Standarderfolge (1981)
- No. 4 - Swinging Standards (1981)
- No. 5 - Deutsche Film-Evergreens (1981)
- No. 6 - Golden Oldies (1981)
- No. 7 - Latin Rhythm (1982)
- Lullaby Of Birdland - Swinging Evergreens (1983)
- Let's Dance Again (1985)
- Jeff Conway's Big Band Cocktail (1987)
- Sunny Days And Happy Nights (1989)